# سفارت ایالات متحده آمریکا در برلین
سفارت ایالات متحده آمریکا در برلین (به آلمانی: Botschaft der Vereinigten Staaten in Berlin) یک منطقهٔ مسکونی و نمایندگی سیاسی ایالات متحده آمریکا در آلمان است که در میته، برلین واقع شده‌است.